# Grand Prix Belgie 1997
Grand Prix Belgie 1997 (LV Foster's Belgian Grand Prix) dvanáctý závod 48. ročníku mistrovství světa jezdců Formule 1 a 39. ročníku poháru konstruktérů, historicky již 609. grand prix, se uskutečnila na okruhu Circuit de Spa-Francorchamps.

## Výsledky

### Kvalifikace
| Pořadí | Číslo | Jezdec                | Konstruktér         | Čas      | Odstup |
| ------ | ----- | --------------------- | ------------------- | -------- | ------ |
| 1      | 3     | Jacques Villeneuve    | Williams – Renault  | 1:49,450 |        |
| 2      | 7     | Jean Alesi            | Benetton – Renault  | 1:49,759 | +0,309 |
| 3      | 5     | Michael Schumacher    | Ferrari             | 1:50,293 | +0,843 |
| 4      | 12    | Giancarlo Fisichella  | Jordan – Peugeot    | 1:50,470 | +1,020 |
| 5      | 9     | Mika Häkkinen         | McLaren – Mercedes  | 1:50,503 | +1,053 |
| 6      | 11    | Ralf Schumacher       | Jordan – Peugeot    | 1:50,520 | +1,070 |
| 7      | 4     | Heinz-Harald Frentzen | Williams – Renault  | 1:50,656 | +1,216 |
| 8      | 2     | Pedro Diniz           | Arrows – Yamaha     | 1:50,853 | +1,403 |
| 9      | 1     | Damon Hill            | Arrows – Yamaha     | 1:50,970 | +1,520 |
| 10     | 10    | David Coulthard       | McLaren – Mercedes  | 1:51,410 | +1,960 |
| 11     | 16    | Johnny Herbert        | Sauber – Petronas   | 1:51,725 | +2,275 |
| 12     | 22    | Rubens Barrichello    | Stewart – Ford      | 1:51,916 | +2,466 |
| 13     | 17    | Gianni Morbidelli     | Sauber – Petronas   | 1:52,094 | +2,644 |
| 14     | 14    | Jarno Trulli          | Prost – Mugen-Honda | 1:52,274 | +2,824 |
| 15     | 8     | Gerhard Berger        | Benetton – Renault  | 1:52,391 | +2,941 |
| 16     | 15    | Šindži Nakano         | Prost – Mugen-Honda | 1:52,749 | +3,299 |
| 17     | 6     | Eddie Irvine          | Ferrari             | 1:52,793 | +3,343 |
| 18     | 23    | Jan Magnussen         | Stewart – Ford      | 1:52,886 | +3,436 |
| 19     | 19    | Mika Salo             | Tyrrell – Ford      | 1:52,897 | +3,447 |
| 20     | 20    | Ukjó Katajama         | Minardi – Hart      | 1:53,544 | +4,094 |
| 21     | 18    | Jos Verstappen        | Tyrrell – Ford      | 1:53,725 | +4,275 |
| 22     | 21    | Tarso Marques         | Minardi – Hart      | 1:54,505 | +5,055 |

### Závod
| Pořadí | Číslo | Jezdec                | Konstruktér         | Kola | Čas/odstoupení | Start | Body |
| ------ | ----- | --------------------- | ------------------- | ---- | -------------- | ----- | ---- |
| 1      | 5     | Michael Schumacher    | Ferrari             | 44   | 1:33:46,717    | 3     | 10   |
| 2      | 12    | Giancarlo Fisichella  | Jordan – Peugeot    | 44   | +26,753        | 4     | 6    |
| 3      | 4     | Heinz-Harald Frentzen | Williams – Renault  | 44   | +32,147        | 7     | 4    |
| 4      | 16    | Johnny Herbert        | Sauber – Petronas   | 44   | +39,025        | 11    | 3    |
| 5      | 3     | Jacques Villeneuve    | Williams – Renault  | 44   | +42,103        | 1     | 2    |
| 6      | 8     | Gerhard Berger        | Benetton – Renault  | 44   | +1:03,741      | 15    | 1    |
| 7      | 2     | Pedro Diniz           | Arrows – Yamaha     | 44   | +1:25,931      | 8     |      |
| 8      | 7     | Jean Alesi            | Benetton – Renault  | 44   | +1:42,008      | 2     |      |
| 9      | 17    | Gianni Morbidelli     | Sauber – Petronas   | 44   | +1:42,582      | 13    |      |
| 10     | 6     | Eddie Irvine          | Ferrari             | 43   | Kolize         | 17    |      |
| 11     | 19    | Mika Salo             | Tyrrell-Ford        | 43   | +1 kolo        | 19    |      |
| 12     | 23    | Jan Magnussen         | Stewart – Ford      | 43   | +1 kolo        | 18    |      |
| 13     | 1     | Damon Hill            | Arrows – Yamaha     | 42   | Matice kola    | 9     |      |
| 14     | 20    | Ukjó Katajama         | Minardi – Hart      | 42   | Motor          | 20    |      |
| 15     | 14    | Jarno Trulli          | Prost – Mugen-Honda | 42   | +2 kola        | 14    |      |
| DSQ    | 9     | Mika Häkkinen         | McLaren – Mercedes  | 44   | Diskvalifikace | 5     |      |
| Ret    | 18    | Jos Verstappen        | Tyrrell – Ford      | 25   | Vyjetí z tratě | 21    |      |
| Ret    | 11    | Ralf Schumacher       | Jordan – Peugeot    | 21   | Vyjetí z tratě | 6     |      |
| Ret    | 10    | David Coulthard       | McLaren – Mercedes  | 19   | Vyjetí z tratě | 10    |      |
| Ret    | 21    | Tarso Marques         | Minardi – Hart      | 18   | Vyjetí z tratě | 22    |      |
| Ret    | 22    | Rubens Barrichello    | Stewart – Ford      | 8    | Řízení         | 12    |      |
| Ret    | 15    | Šindži Nakano         | Prost – Mugen-Honda | 5    | Elektronika    | 16    |      |

## Průběžné pořadí šampionátu
Pohár jezdců
| Pořadí | Jezdec                | Body |
| ------ | --------------------- | ---- |
| 1      | Michael Schumacher    | 66   |
| 2      | Jacques Villeneuve    | 55   |
| 3      | Heinz-Harald Frentzen | 23   |
| 4      | Jean Alesi            | 22   |
| 5      | Gerhard Berger        | 21   |

Pohár konstruktérů
| Pořadí | Konstruktér        | Body |
| ------ | ------------------ | ---- |
| 1      | Ferrari            | 84   |
| 2      | Williams – Renault | 78   |
| 3      | Benetton – Renault | 47   |
| 4      | McLaren – Mercedes | 28   |
| 5      | Jordan – Peugeot   | 25   |